# Iwan Wardimiadi
Iwan Dmitrijewicz Wardimiadi, ros. Иван Дмитриевич Вардимиади, gr. Γιάννης Βαρδιμιάδης (ur. w 1924 w abchaskiej wsi Dranda, w rejonie gulripszinskim, Gruzińska SRR, ZSRR, zm. w kwietniu 2013 w Rostowie nad Donem, Rosja) – radziecki piłkarz pochodzenia greckiego, grający na pozycji obrońcy. Jego bracia Nikołaj Wardimiadi i Jurij Wardimiadi również byli piłkarzami.

## Kariera piłkarska

### Kariera klubowa
Wychowanek Dinama Suchumi. W 1947 roku rozpoczął karierę piłkarską w pierwszej drużynie Dinama Suchumi. Potem bronił barw klubu Dinamo Rostów nad Donem. Następnie przeszedł do Torpeda Rostów nad Donem, w którym występował do zakończenia kariery piłkarskiej w 1954.
Zmarł w kwietniu 2013 roku w Rostowie nad Donem.